# Château de Montsalvens
Le château de Montsalvens est un ancien château en ruine situé dans la commune Broc, au sein du district de la Gruyère dans le canton de Fribourg en Suisse.

## Histoire
La seigneurie de Montsalvens est le siège d'une des trois châtellenies du comté de Gruyère. Le château de Montsalvens est attesté au XIIe siècle. Situé au-dessus des gorges de la Jogne, il occupe une position stratégique à l'entrée de la vallée du même nom, à 860 mètres d'altitude. Le château d'origine ne comprend que le donjon et sa chemise.
En 1274, Pierre II de Gruyère reçoit l'autorisation de Philippe Ier de Savoie de renforcer la défense de Montsalvens par de vastes fortifications où se développe progressivement un bourg. En 1277, Fribourg occupe le château puis le donne en fief à Richard de Corbières de 1281 à 1283, date à laquelle l'édifice retourne aux Gruyère.
Au XIVe siècle, les seigneurs de Montsalvens s'installent au château d'En-Bas, à Broc. En 1433, le bourg de Montsalvens a disparu.
En 1555, Montsalvens passe aux mains de Fribourg. En 1556, le Conseil ordonne au bailli de Gruyères de veiller à la réparation du donjon. En 1671, le gouvernement cantonal décide de remplacer le toit du donjon par un toit plat.
Le site est restauré de 1942 à 1945, tandis que l'armée suisse y installe un système de défense. À l'heure actuelle, seul le donjon est encore en partie debout, sous la forme d'une tour carrée de 12 mètres de côté et d'une quinzaine de mètres de hauteur désormais. L'inventaire suisse des biens culturels d'importance nationale et régionale référence les ruines du château de Montsalvens en tant qu'objet B – bien culturel d'importance régionale – avec le numéro KGS 1964.

## Galerie

Aperçu des ruines
Traitement artistique (aquarelle)
Etat en 1944
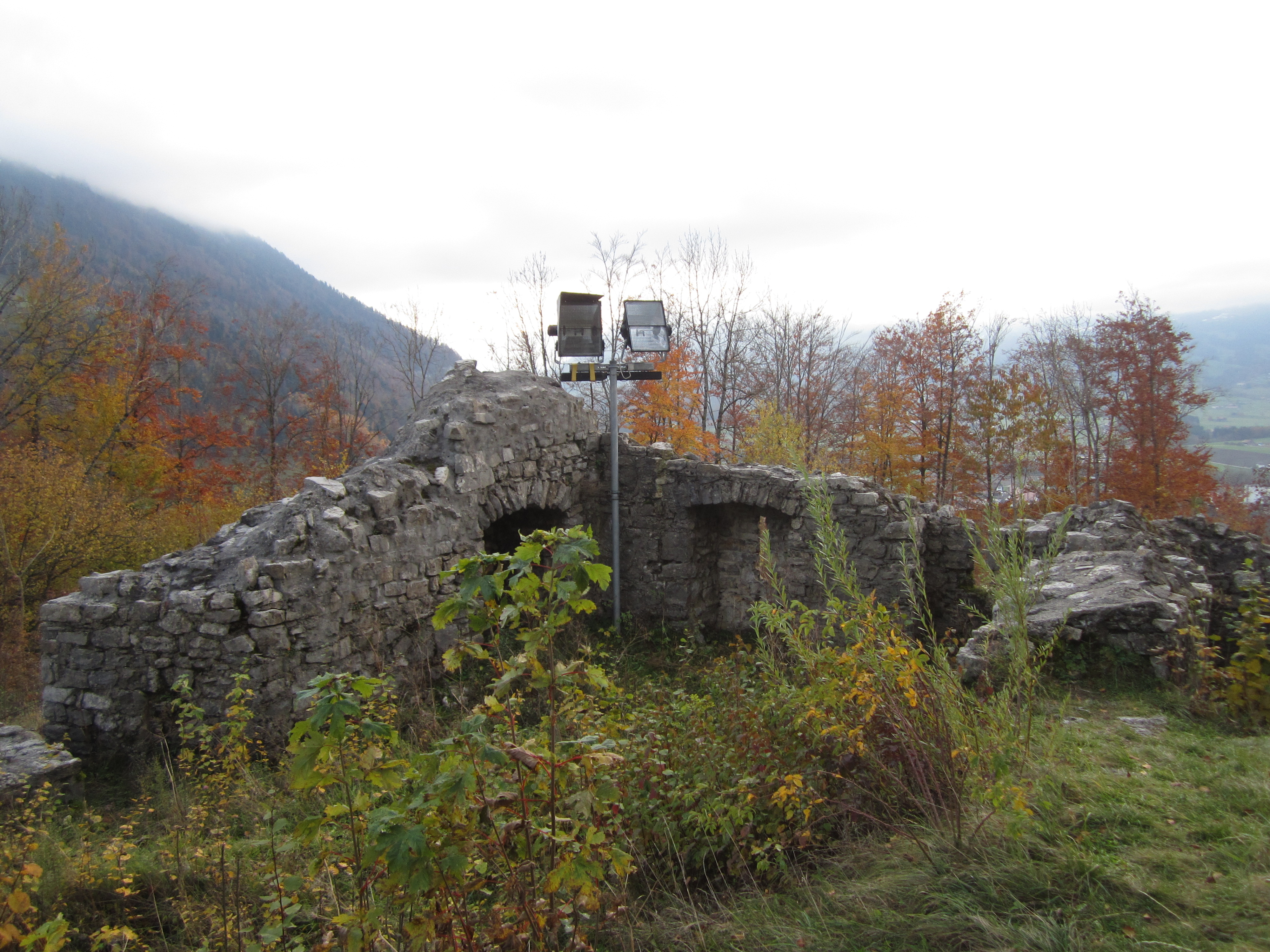
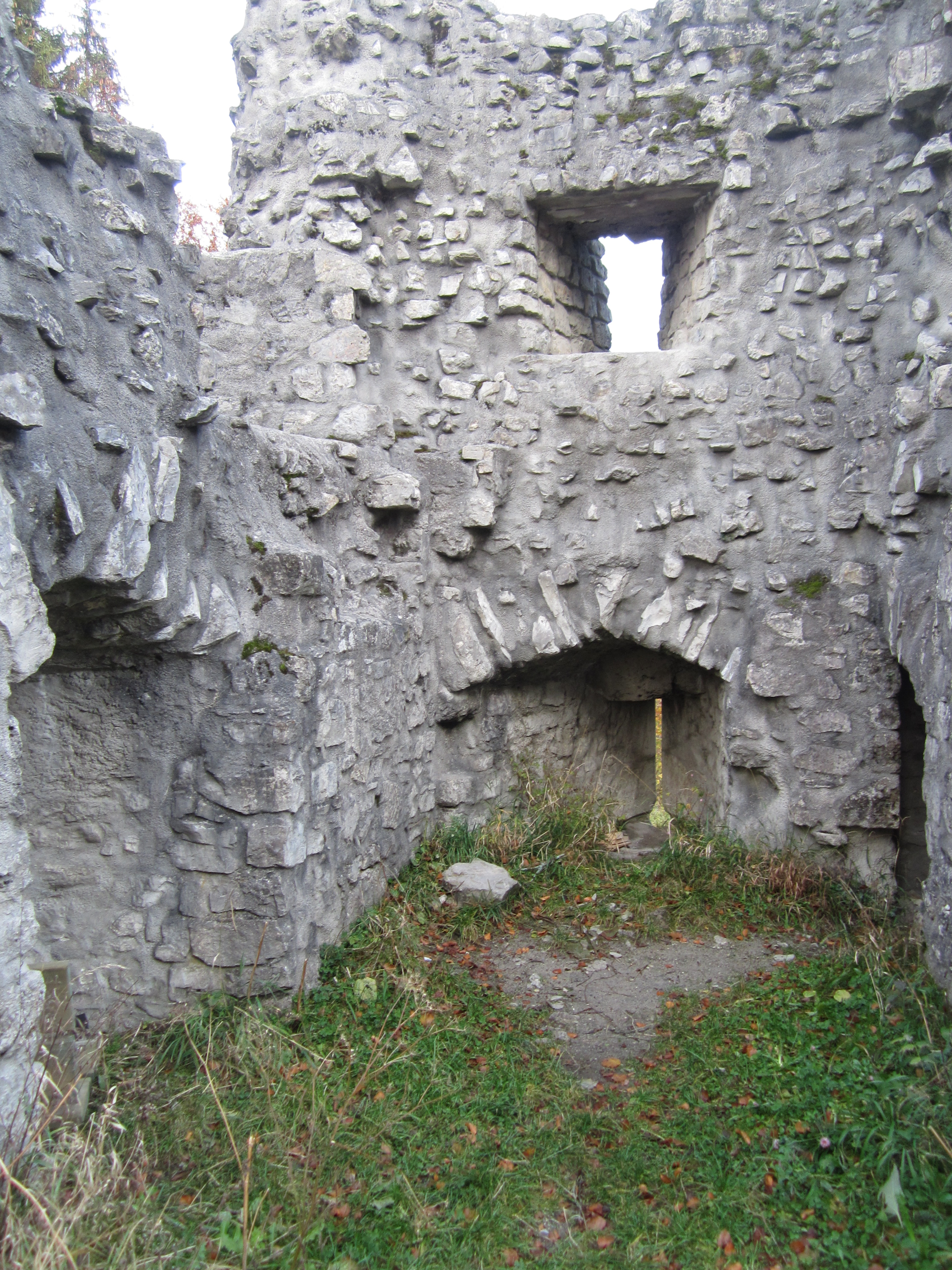